# Inez Bjørg David
Pour les articles homonymes, voir David et Bjorg.
Inez Bjorg David, née le 6 février 1982 à Aarhus, est une actrice danoise.

## Filmographie
- 2023 : Meurtres en eaux troubles - épisodes16 et 17   Kim Oberländer
- 2015.09 "Alerte Cobra" saison 38 épisode 3/4 : Nelly Stegmann (médecin légiste)
- 2011 Die zertanzten Schuhe (de) TV : Amanda
- 2010-2011 Kommissarin Lucas TV : Julia Brandl
- 2011 Go West : Freiheit um jeden Preis TV : Maria Steiner
- 2009 SOKO Köln TV : Angelika Meyer
- 2009 Die ProSieben Märchenstunde TV : Leyla
- 2009 Männerherzen : Maria Hellström
- 2009 Inga Lindström TV : Nike Hanson
- 2007-2008 Pilawas großes Märchenquiz TV : Personnages variés
- 2008 Les exigences du cœur (Im Tal der wilden Rosen) TV : Julia Richards
- 2006-2007 Le Tourbillon de l’amour TV : Miriam von Heidenberg
- 2003-2006 Verbotene Liebe TV : Vanessa von Beyenbach
- 2005 Aus der Sicht eines Freundes (2005) : Alexandra
- 2004 Wilde Jungs TV
- 2003 Berlin, Berlin TV : une étudiante